# Nikolaj Nikolaevič Voronov
Nikolaj Nikolaevič Voronov (in russo Николай Николаевич Воронов?; San Pietroburgo, 5 maggio 1899 – Mosca, 28 febbraio 1968) è stato un generale sovietico, comandante in capo della prestigiosa Artiglieria dell'Armata Rossa durante la seconda guerra mondiale.
Potenziò al massimo questa Arma, incrementando in modo eccezionale il numero, la potenza e la modernità dei cannoni e dell'artiglieria missilistica sovietica.
Grazie a questo formidabile potenziamento l'Artiglieria dell'Armata Rossa si trasformò nel maglio che schiacciò, con i suoi enormi concentramenti di potenza di fuoco, le difese tedesche sul fronte orientale negli ultimi anni della guerra mondiale. Oltre a questa importantissima attività organizzativa, Voronov svolse anche in numerose occasioni incarichi operativi sul fronte come rappresentante e coordinatore dello Stavka (il Comando supremo sovietico diretto personalmente da Stalin) durante alcune grandi offensive sovietiche.
In particolare, dopo aver collaborato con Žukov e Vasilevsky all'organizzazione della Operazione Urano, diresse personalmente la fase iniziale dell'Operazione Piccolo Saturno del dicembre 1942 e, insieme al generale Rokossovskij, la fase finale della battaglia di Stalingrado (Operazione Kolzò) che terminò il 2 febbraio 1943 con la definitiva vittoria sovietica e con la resa del feldmaresciallo tedesco Friedrich Paulus.